# 東京都の土地区画整理事業一覧
東京の土地区画整理事業一覧（とうきょうのとちくかくせいりじぎょういちらん）は、東京都内で実施中、また実施されたの土地区画整理事業の一覧である。事業によって整備された施設、自治体、施工主体、時期などを記載する。

## 23区

### 千代田区
- 東京都市計画事業有楽町駅前土地区画整理事業（個人施行）
- 東京都市計画事業千代田区飯田町土地区画整理事業（アイガーデンエア、組合施行）
- 東京都市計画事業東京駅付近（中央区も含む）土地区画整理事業（都市改造事業、都知事施行）
- 東京都市計画事業秋葉原駅付近（台東区も含む）土地区画整理事業（都施行）
- 東京都市計画事業秋葉原クロスフィールド（秋葉原地区開発計画土地区画整理事業）
- 東京都市計画事業大手町土地区画整理事業（大手町連鎖型都市再生プロジェクト、機構施行）
- 東京都市計画事業神田神保町震災復興土地区画整理事業
- 東京都市計画事業神田明神通り拡幅土地区画整理事業
- 帝都復興事業第一地区区画整理（国の助成地区、上六番町から麹町,山元町）
- 帝都復興事業第二地区地区区画整理（旧東京市（市長）施行、飯田橋一帯）
- 帝都復興事業第三地区区画整理（旧東京市（市長）施行、大手町一帯）
- 帝都復興事業第四地区区画整理（旧東京市（市長）施行、有楽町一帯）
- 帝都復興事業第五地区区画整理（旧東京市（市長）施行、三崎町から北神保町）
- 帝都復興事業第六地区区画整理（国（大臣）施行区域、旧神田区駿河台）
- 帝都復興事業第七地区区画整理（旧東京市（市長）施行、南神保町・一ツ橋一帯）
- 帝都復興事業第八地区区画整理（旧東京市（市長）施行、鎌倉河岸以北及山手線以西の神田美土代町、神田小川町、神田須田町）
- 帝都復興事業第九地区区画整理（旧東京市（市長）施行、山手線以東で神田川以南の神田富山町.岩本町）
- 帝都復興事業第十地区区画整理（国（大臣）施行区域、内神田東端一帯、一部は旧日本橋区）
- 帝都復興事業第二十三地区区画整理（旧東京市（市長）施行、内幸町、一部は旧芝区田村町一・二丁目）
- 帝都復興事業第二十九地区区画整理（旧東京市（市長）施行、旧芝区宮本町湯島台）
- 帝都復興事業第三十地区区画整理（旧東京市（市長）施行、山手線以西・外神田、一部は旧下谷区）
- 帝都復興事業第三十一区画整理（国（大臣）施行区域、山手線以東・外神田、一部は旧下谷区）
- 帝都復興事業第三十二地区区画整理（旧東京市（市長）施行、旧浅草区に接する）

### 中央区
- 東京都市計画事業晴海三丁目西土地区画整理事業（個人施行）
- 東京都市計画事業晴海二丁目土地区画整理事業（組合施行）
- 東京都市計画事業晴海四・五丁目土地区画整理事業（都施行）
- 湊二丁目東土地区画整理事業（機構施行）
- 帝都復興事業第十地区区画整理（国（大臣）施行区域、旧日本橋区（伝馬町と人形町が主）と内神田）
- 帝都復興事業第十二地区区画整理（旧東京市（市長）施行、旧日本橋区浜町）
- 帝都復興事業第十三地区区画整理（国（大臣）施行区域、旧日本橋区）
- 帝都復興事業第十四地区区画整理（国（大臣）施行区域、旧日本橋区、第十地区の南、天正の町割りをもとに）
- 帝都復興事業第十五地区区画整理地区区画整理（旧東京市（市長）施行、旧日本橋区南部・日本橋付近）
- 帝都復興事業第十六地区区画整理（国（大臣）施行区域、旧日本橋区箱崎と中洲）
- 帝都復興事業第十八地区区画整理（旧東京市（市長）施行、旧京橋区北部・八丁堀地区)
- 帝都復興事業第十九地区区画整理（旧東京市（市長）施行、旧京橋区最東部・霊岸島・新川地区)
- 帝都復興事業第二十地区区画整理（旧東京市（市長）施行、銀座）
- 帝都復興事業第二十一地区区画整理（旧東京市（市長）施行、新富、入船、湊地区)
- 帝都復興事業第二十二地区区画整理（旧東京市（市長）施行、旧京橋区東南・築地地区)

### 港区
- 東京都市計画事業南青山二丁目土地区画整理事業（個人施行）
- 東京都市計画事業品川駅東口土地区画整理事業（品川インターシティ、個人施行）
- 東京都市計画事業虎ノ門四丁目西土地区画整理事業（虎ノ門タワーズ、個人施行）
- 東京都市計画事業芝三丁目東土地区画整理事業（セレスティンホテルなど、組合施行）
- 東京都市計画事業麻布土地区画整理事業（組合施行）
- 東京都市計画事業赤坂一丁目土地区画整理事業（組合施行）
- 東京都市計画事業戦災復興地区第1（港区麻布10番付近）土地区画整理事業（都知事施行）
- 東京都市計画事業汐留土地区画整理事業（汐留シオサイト、都施行）
- 帝都復興事業第二十三地区区画整理（旧東京市（市長）施行、旧芝区）
- 帝都復興事業第二十四地区区画整理（旧東京市（市長）施行、旧芝区新橋一～七丁目.汐留町の一部)
- 帝都復興事業第二十五地区区画整理（旧東京市（市長）施行、愛宕山公園を除く愛宕から虎ノ門の南側、東京タワーの北側一帯）
- 帝都復興事業第二十六地区区画整理（旧東京市（市長）施行、旧芝区）
- 帝都復興事業第二十七地区区画整理（旧東京市（市長）施行、旧赤坂区、計画変更で実施されず）

### 新宿区
- 東京都市計画事業富久町第二敷地整序型土地区画整理事業 （個人施行、1999年-2000年）
- 東京都市計画事業富久町敷地整序型土地区画整理事業 （個人施行、1998年-1999年）
- 東京都市計画事業東京オペラシティ敷地整序型土地区画整理事業 （組合施行、1991年-1999年）
- 東京都市計画事業早稲田地区都市計画土地区画整理事業 （都市改造事業、東京都知事施行、1964年-1982年）
- 東京都市計画事業高田馬場駅付近都市計画土地区画整理事業 （都市改造事業、東京都知事施行、1962年-1972年）
- 東京都市計画事業三光町地区都市計画土地区画整理事業 （都市改造事業、東京都知事施行、1959年-1962年）
- 早稲田付近土地区画整理事業（都市改造事業、都知事施行）
- 東京都市計画事業西新宿六丁目西第5地区土地区画整理事業
- 東京都市計画事業新宿土地区画整理事業（組合施行）
- 東京都市計画事業高田馬場駅付近土地区画整理事業（都知事施行）
- 第四十地区 （戸山ヶ原付近）戦災復興土地区画整理事業 （東京都知事施行、1951年-1969年）
- 第二十一地区（早稲田鶴巻町付近）戦災復興土地区画整理事業 （東京都知事施行、1950年-1976年）
- 第二地区（新宿二丁目付近）戦災復興土地区画整理事業 （東京都知事施行、1948年-1980年）
- 第九地区第二工区 （新宿駅東側）戦災復興土地区画整理事業 （施行、1948年-1970年）
- 第九地区第一工区 （新宿駅西側）戦災復興土地区画整理事業 （東京都知事施行、1948年-1969年）
- 西大久保組合地区戦災復興土地区画整理事業 （組合施行、1948年-1952年）
- 新宿第一組合地区（歌舞伎町付近）戦災復興土地区画整理事業 （組合施行、1947年-1957年）
- 新宿駅付近土地区画整理事業 （旧法、東京市長施行、1939年）
- 角筈第一土地区画整理事業 （旧法、組合施行、1936年-1940年）
- 新宿駅広場建設敷地土地区画整理事業 （旧法、一人施行、1936年-1938年）
- 東京物理学校土地区画整理事業 （旧法、一人施行、1935年-1950年）
- 東京都市計画事業淀橋土地区画整理事業 （旧法、組合施行、1930年-1940年）
- 下田共同耕地整理事業（旧落合町、1925年～1928年
- 葛ヶ谷耕地整理事業（旧落合町西落合、1925年～1931年
- 前田共同耕地整理事業（旧落合町、1922年～1923年
- 新宿大火復興区画整理（旧東京市（市長）施行、旧四谷区、新宿二丁目）
- 下落合耕地整理事業、

### 文京区
- 東京都市計画事業音羽町音羽赤坂土地区画整理事業
- 小石川町一丁目付近土地区画整理事業（都市改造事業、都知事施行）
- 戦災復興土地区画整理事業第3地区（文京区旧教育大学東側付近、都知事施行）
- 戦災復興土地区画整理24区（文京区駒込神明町付近 豊島区駒込一丁目の一部　昭和25.10.5～昭和46.6.24　都知事施行）
- 戦災復興土地区画整理31区（巣鴨駅付近　昭和25.10.5～昭和44.9.2　都知事施行）
- 戦災復興土地区画整理32区（駒込駅付近　昭和26.4.17～昭和44.3.29　都知事施行）

### 台東区
- 御徒町駅南口西地区土地区画整理事業（組合施行、松坂屋パークプレイス24）
- 御徒町駅南口地区土地区画整理事業
- 東上野二丁目土地区画整理事業（個人施行）
- 上野第一都市改造事業（東京都施行）
- 根岸三丁目中央土地区画整理事業（個人施行）
- 浅草馬道土地区画整理（旧浅草区、旧東京市（市長）施行）、1921年の火災による）

### 墨田区
- 東京スカイツリー：東京都市計画事業押上・業平橋駅周辺地区土地区画整理事業（2011年、組合施行）
- 戦災復興地区第4（墨田区錦糸町南側付近）土地区画整理事業（都知事施行）
- 戦災復興地区第25（墨田区押上駅付近）土地区画整理事業（都知事施行）
- 帝都復興事業第三十地区区画整理（旧東京市（市長）施行、一部千代田区）
- 帝都復興事業第三十一地区区画整理（国（大臣）施行区域）
- 帝都復興事業第三十四地区区画整理（国（大臣）施行区域）
- 帝都復興事業第三十五地区区画整理（旧東京市（市長）施行、駒形・寿付近）
- 帝都復興事業第三十六地区区画整理（国（大臣）施行区域）
- 帝都復興事業第三十七地区区画整理（旧東京市（市長）施行）
- 帝都復興事業第三十九地区区画整理（旧東京市（市長）施行）
- 帝都復興事業第四十二地区区画整理（旧東京市（市長）施行、一部）
- 帝都復興事業第四十三地区区画整理（旧東京市（市長）施行）

### 江東区
- 豊洲二丁目土地区画整理事業（ららぽーと豊洲など、個人施行）
- 亀戸七丁目付近土地区画整理事業（都市改造事業、都知事施行）
- 新砂土地区画整理事業（順天堂東京江東高齢者医療センターなど、都施行）
- 東京都市計画事業 豊洲土地区画整理事業（豊洲市場など、都施行）
- 有明北土地区画整理事業（江東区、都施行）
- 戦災復興地区第15（江東区亀戸駅南側付近）土地区画整理事業（都知事施行）
- 戦災復興地区第16（江東区亀戸駅北側付近）土地区画整理事業（都知事施行）
- 帝都復興事業五十五地区区画整理（東京市（市長）施行区域、旧深川区白河,清澄,平野,三好）
- 帝都復興事業五十六地区区画整理（東京市（市長）施行区域、旧深川区西亥ノ堀河岸や霊岸島の一部
- 帝都復興事業五十七地区区画整理（東京市（市長）施行区域、旧深川区東亥ノ堀河岸や東扇橋町など
- 帝都復興事業五十八地区区画整理（国（大臣）施行区域、旧深川区佐賀 (江東区)から越中島
- 帝都復興事業五十九地区区画整理（東京市（市長）施行区域、旧深川区万年町一、二丁目や南仙台堀河岸の一部など
- 帝都復興事業六十地区区画整理（東京市（市長）施行区域、旧深川区中木場河岸や木場町など
- 帝都復興事業六十一地区区画整理（東京市（市長）施行区域、旧深川区豊住町や東平井町、西平井町など）
- 帝都復興事業六十二地区区画整理（東京市（市長）施行区域、旧深川区越中島の一部、古石場など）
- 帝都復興事業六十五地区区画整理（国（大臣）施行区域、旧南葛飾郡砂町、永代、本砂町の一部など）

### 品川区
- 都市改造事業土地区画整理事業（西大崎一丁目付近、都知事施行、事業告示：1958年、換地処分：1968年）
- 都市改造事業土地区画整理事業（大井倉田町付近、都知事施行、事業告示：1963年、換地処分：1969年）
- 戦災復興地区第5（品川区五反田駅付近）土地区画整理事業（都知事施行）
- 戦災復興地区第6（品川区大森駅東側付近）土地区画整理事業（都知事施行、1948年～1952年度）
- 戦災復興地区第26（品川区大井町駅付近他）土地区画整理事業（都知事施行）
- 小山耕地整理事業（旧平塚(荏原)町、1924年～1927年)
- 穴崎町桐ケ谷土地区画整理事業（大崎町、1924年～1931年）
- 下蛇窪戸越連合耕地整理事業（旧平塚(荏原)町、1923年～1931年)
- 三谷耕地整理事業（旧平塚(荏原)町、1922年～1925年)
- 三ツ木耕地整理事業（旧平塚(荏原)町、1922年～1925年)
- 上蛇窪耕地整理事業（旧平塚(荏原)町、1922年～1931年)
- 大井馬込耕地整理事業（旧大井町、馬込村、1922年～1934年）
- 田園都市耕地整理（洗足田園都市）洗足地区, 田園都市（株）、1921年（大正10年）～)
- 道場ケ谷共同耕地整理事業（旧品川町、1919年～1924年）
- 寺ノ下共同施行耕地整理事業（立会川駅付近）旧大井町、1918年～1930年)
- 大崎今里共同施行耕地整理事業（旧大崎町、1918年～1921年）
- 平塚第二耕地整理（第一工区：大字下蛇窪の大部分、第二工区：大字上蛇窪の大部分、第三工区：大字中延並びに大字小山の一部）平塚(荏原)町、1917年（大正6年）～1933年（昭和8年）)
- 平塚村（下蛇窪・戸越）耕地整理事業（組合施行、1917年～1933年）
- 平塚耕地整理事業（旧平塚(荏原)町、1917年～1931年)
- 大井町森ノ下権現台耕地整理事業（旧大井町、1917年～1920年）
- 大崎目黒耕地整理事業（旧大崎町、1915年～1923年）
- 大崎桐ヶ谷耕地整理事業（不動前駅南西。目黒川流域(品川・大崎町耕地整理組合)、1913年～1918年)
- 品川町耕地整理事業（組合施行、1912年～1917年）
- 大井町鈴ケ森耕地整理事業（大正初期）
- 大井町山中耕地整理事業（大正初期）
- 大崎町大字下大崎耕地整理事業（五反田駅東南）
- 南品川宿東広町耕地整理事業

### 目黒区
- 目黒四丁目土地区画整理事業（個人施行）
- 東山貝塚遺跡土地区画整理事業（東山地区）
- 目黒町第一土地区画整理（旧耕地整理法、組合施行、1933年～）
- 石川端共同整理（旧耕地整理法、組合施行、1932年～）
- 衾第一耕地整理（旧耕地整理法、組合施行、1932年～1936年）
- 衾第二耕地整理（旧耕地整理法、組合施行、1931年～）
- 衾第三耕地整理（旧耕地整理法、組合施行、1931年～）
- 碑文谷第二耕地整理（旧耕地整理法、組合施行、1929年～）
- 別所土地区画整理（旧耕地整理法、組合施行、1929年～）
- 衾西部耕地整理（自由が丘、旧耕地整理法、組合施行、旧碑衾村1926年～1931年）
- 衾東部耕地整理（緑が丘、旧耕地整理法、組合施行、旧碑衾村1925年～1927年）
- 小川・柳町土地区画整理事業（旧都市計画法、組合施行、旧目黒町、1924年～1926年）
- 碑文谷耕地整理（旧耕地整理法、組合施行、旧碑衾村、1923年～1925年）
- 田園都市耕地整理（洗足田園都市、旧耕地整理法、組合施行、旧碑衾村、1921年～、田園都市株式会社）
- 大崎町目黒村耕地整理（旧耕地整理法、組合施行、1915年～）

### 大田区
- 戦災復興地区第7（大森駅東側付近）土地区画整理事業（都知事施行、1946年～1962年）
- 戦災復興地区第12（蒲田駅西側付近）土地区画整理事業（都知事施行、1946年～1964年）
- 戦災復興地区第41（蒲田駅東側付近）土地区画整理事業（都知事施行、1946年～1971年）
- 森ヶ崎耕地整理事業（森ヶ崎町、1932年～不明）
- 大田・嶺鵜耕地整理事業（1932年～）
- 矢口町中河原耕地整理事業（1932年～）
- 馬込第三耕地整理事業（馬込西2の全部、西3の一部、1931年～不明）
- 矢口町上根岸耕地整理事業（1931年～）
- 大森東部耕地整理事業（大森9丁目・森ヶ崎一部、1930年～不明）
- 羽田台場耕地整理事業（1929年～）
- 羽田堤外耕地整理事業（1929年～）
- 馬込第二耕地整理事業（馬込3の一部、東4の全部　西3の一部、西4の全部、1929年～1952年）
- 横須賀耕地整理事業（旧矢口村、1928年～）
- 羽田町下袋土地区画整理事業（旧法、旧羽田町、1927年～1931年）
- 羽田第四土地区画整理事業（旧法、旧羽田町、1927年～1929年）
- 鵜ノ木耕地整理事業（旧池上村、1927年～1931年）
- 下丸子土地区画整理事業（旧法、旧矢口村、1927年～1935年）
- 池上西部耕地整理事業（上池上道々橋町全部、池上本町池上洗足町の一部、旧池上村、1926年～1937年）
- 東調布田園都市土地区画整理事業（旧法、旧調布村、1926年～1929年）
- 嶺耕地整理事業（旧池上村、1926年～）
- 大森鞠中富土地区画整理事業（旧法、旧大森町、1925年～）
- 大森跡中之島土地区画整理事業（旧法、旧大森町、1925年～1937年）
- 田園都市玉川村土地区画整理事業（旧法、旧調布村、1925年～1929年）
- 千束耕地整理事業（旧馬込村、1924年～1929年）
- 上沼部第二耕地整理事業（旧調布村、1924年～1927年）
- 田園調布
  - 田園都市調布第二耕地整理事業（旧調布村、1924年～1926年）
  - 田園都市調布第一耕地整理事業（旧調布村、1923年～1924年）
- 徳持耕地整理事業（池上徳持町、雪が谷、久が原、旧矢口村、1923年～1928年）
- 馬込第一耕地整理事業（旧馬込村、馬込町東1、西1丁目、東2と 3丁目一部、1923年～1929年）
- 矢口耕地整理事業（旧矢口村、1923年～）
- 六郷堤外耕地整理事業（旧六郷村、羽田町1923年～1934年）
- 大井・馬込耕地整理事業（旧大井町、馬込村馬込東4丁目1922年～13028）
- 大森第三耕地整理事業（旧大森町大森7・8丁目1922年～1934年）
- 上沼部耕地整理事業（旧調布村、1922年～1922年）
- 碑衾村外ニケ町村田園都市一人施行耕地整理事業（旧碑衾村、平塚(荏原)町1922年～1922年）
- 羽田第二耕地整理事業（旧羽田町、1921年～1930年）
- 羽田第三耕地整理事業（旧羽田町、1921年～）
- 谷中耕地整理事業（旧入新井町馬込町東2丁目の一部1921年～1923年）
- 池上耕地整理事業（市之倉・桐里・梅田の全部、堤方・池上本町の一部旧池上村、1921年～1928年）
- 前田共同施行整理事業（大正期、旧耕地整理法）
- 中川整理事業（大正期、旧耕地整理法）
- 馬込村東耕地整理事業（旧馬込村、1921年～1922年）
- 大森第二耕地整理事業（旧大森町大森4・5丁目、堤方町1920年～1936年）
- 入新井第四耕地整理事業（旧入新井町、1920年～1926年）
- 羽田・池上耕地整理事業（1919年～）
- 羽田第一耕地整理事業（旧羽田町大森9丁目一部1919年～不明）
- 蒲田整理事業（大正期、旧耕地整理法）旧蒲田町、羽田町1918年～1928年）
- 池上、矢口、蒲田聨合（総合同）耕地整理事業（堤方町、大森5丁目の一部旧池上村、矢口村、蒲田町1918年～1923年）
- 六郷耕地整理事業（旧六郷村、羽田町1918年～1930年）
- 大森耕地整理事業（旧大森町、1917年～1934年）
- 新井宿耕地整理事業（旧入新井町、1916年～1918年）
- 羽田町尾崎共同施行耕地整理事業（1916年～）
- 入新井第三耕地整理事業（旧入新井町、1916年～1919年）

### 世田谷区
- 都市計画道路補助第154号線第五期土地区画整理事業（世田谷四丁目25番、2011年～2013年）
- 都市計画道路補助第154号線第VI期土地区画整理事業（世田谷四丁目8番、2010年～2012年）
- 北烏山三丁目土地区画整理事業（北烏山三丁目の一部、2010年～2012年）
- 太子堂円泉ヶ丘土地区画整理事業（太子堂三丁目の一部、2007年～2010年）
- 千歳台六丁目土地区画整理事業（千歳台六丁目の一部、2004年～2006年）
- 喜多見東土地区画整理事業（喜多見三丁目の一部、2002年～2013年）
- 成城四丁目土地区画整理事業（成城四丁目の一部、2000年～2003年）
- 千歳台二丁目土地区画整理事業（千歳台二丁目の一部、2000年～2004年）
- 北烏山七丁目土地区画整理事業（北烏山七丁目の一部、1999年～2001年）
- 喜多見宮之原土地区画整理事業（喜多見四丁目の一部、1997年～2002年）
- 世田谷区砧五丁目土地区画整理事業（砧五丁目の一部区域（策定時重点地区）、1996年～2000年）
- 大道北土地区画整理事業（上祖師谷六丁目の一部、1992年～2004年）
- 宇奈根東部土地区画整理事業（宇奈根一丁目の一部、1988年～2003年）
- 喜多見南部土地区画整理事業（喜多見一丁目の一部、1986年～1997年）
- 宇奈根西部土地区画整理事業（宇奈根二丁目の一部外、1985年～2001年）
- 打越土地区画整理事業（大蔵五丁目の一部外、1983年～1994年）
- 鎌田前耕地土地区画整理事業（鎌田三丁目の一部外、1982年～2002年）
- 田直土地区画整理事業（大蔵五丁目の一部、1981年～1990年）
- 砧土地区画整理事業（砧四丁目外、1968年～1980年）
- 希望丘土地区画整理事業（船橋七丁目外、1965年～1990年）
- 世田谷五丁目土地区画整理事業（桜丘五丁目外、1958年～1968年）
- 東松原土地区画整理事業（松原六丁目、1958年～1962年）
- 世田谷烏山（一人）土地区画整理（1944年、旧法、組合施行以外）
- 千歳第二土地区画整理（1942年、旧法）
- 弦巻土地区画整理（1939年、旧法）
- 山下土地区画整理（1939年、旧法）
- 経堂第二土地区画整理（1939年、旧法）
- 千歳土地区画整理（1938年、旧法）
- 梅丘西部土地区画整理（1937年、旧法、旧耕地整理法）
- 宮前第二土地区画整理（1937年～1948年、旧法）
- 砧第二土地区画整理（13302、旧法）
- 中央共同施行土地区画整理（旧旧世田ヶ谷町、12875、旧法）
- 大蔵土地区画整理（旧旧砧村、1934年、旧法、旧耕地整理法）
- 野沢（第二工区）土地区画整理（1934年、旧法）
- 野沢（第一工区）土地区画整理（1933年、旧法）
- 上馬土地区画整理（第一工区、1933年～1940年、旧法）
- 上馬土地区画整理（第二工区、1933年～1940年、旧法）
- 呑川以西共同施行土地区画整理（1932年、旧法、組合施行以外）
- 久保土地区画整理（旧世田ヶ谷町、1932年、旧法、組合施行以外）
- 長島壮行一人施行土地区画整理（1932年、旧法、旧耕地整理法）
- 中丸土地区画整理（旧世田ヶ谷町、1932年、旧法）
- 喜多見境共同施行土地区画整理（旧千歳村、1932年～1937年、旧法）
- 深澤土地区画整理第一工区（旧駒沢町、1932年～1945年、旧法）
- 深澤土地区画整理第二工区（旧駒沢町、1932年～1945年、旧法）
- 松竹土地区画整理（旧世田ヶ谷町、1931年、旧法）
- 駒沢新町土地区画整理（1931年、旧法）
- 宮前第一土地区画整理（旧松沢村、1931年、旧法）
- 竹之上土地区画整理（旧世田ヶ谷町、1930年、旧法）
- 経堂第一土地区画整理（旧世田ヶ谷町、1930年、旧法）
- 代沢土地区画整理（旧世田ヶ谷町、1930年、旧法）
- 下馬土地区画整理（第一工区、旧駒沢町、1930年～1941年、旧法）
- 下馬土地区画整理（第二工区、旧駒沢町、1930年～1941年、旧法）
- 永楽下北沢一人施行土地区画整理（1929年、旧法、旧耕地整理法）
- 若林土地区画整理（1929年、旧法、旧耕地整理法）
- 代田第二耕地整理事業（1929年、旧法、旧耕地整理法）
- 豪徳寺一人施行耕地整理事業（世田ヶ谷町、1928年、旧法、旧耕地整理法）
- 四つ字耕地整理（旧駒澤町、1928年、旧法、旧耕地整理法）
- 上ノ台共同施行土地区画整理（1927年、旧法、組合施行以外）
- 喜多見土地区画整理（1927年、旧法）
- 太子堂耕地整理事業（旧世田ヶ谷町、1927年～1929年、旧耕地整理法）
- 砧・喜多見土地区画整理（旧千歳村、1925年、旧法、組合施行以外）
- 玉川村田園都市一人施行土地区画整理（1925年、旧法、組合施行以外）
- 玉川全円土地区画整理事業（旧玉川村、1925年～1931年、旧法）
- 代田第一耕地整理事業旧世田ヶ谷町（1924年～1925年、旧耕地整理法）
- 荏原第一土地区画整理事業（旧世田ヶ谷町、駒澤町、1924年1939年、旧法）
- 第二三宿土地区画整理（旧世田ヶ谷町、1923年～1925年、旧耕地整理法）
- 三宿共同土地区画整理（旧世田ヶ谷町、1922年、旧法、旧耕地整理法）
- 経堂一人施行耕地整理事業旧世田ヶ谷町、（旧法、大正期）
- 駒沢町深澤土地区画整理（1918年、旧法）
- 大典記念玉川区画整理（1917年、旧法、旧耕地整理法）
- 玉川土地区画整理（1912年、旧法、旧耕地整理法）

### 渋谷区
- 円山町土地区画整理事業（個人施行）
- よよぎ一丁目五十三番街土地区画整理事業（個人施行）
- 渋谷二丁目21地区土地区画整理事業（個人施行）
- 渋谷駅街区土地区画整理事業（渋谷スクランブルスクエア、個人施行）
- 恵比寿土地区画整理事業（組合施行）
- 戦災復興地区第8（渋谷区渋谷駅付近）土地区画整理事業（都知事施行）
- 代々幡町代々木土地区画整理事業（旧代々幡町、1926年～1931年）
- 渋谷・中渋谷一人施行耕地整理事業（大正初期）
- 代々木土地区画整理事業（1926年に設立認可が下り、1932年に換地処分）
- 代々木富ヶ谷土地区画整理事業（1937年申請が東京府へ提出され、1938年一人施工による区画整理事業認可）
- 大山園土地区画整理事業　旧大山園（1913年に和風庭園として開園したエリア・その後分譲地へ）

### 中野区
- 新井土地区画整理事業（戦災復興、組合施行、1948年～）
- 塔山町一人施行土地区画整理事業（1929年～1935年）
- 中野町第一土地区画整理事業（旧中野町、1925年～1930年）
- 江古田第一土地区画整理事業（旧法、組合施行、1933年～1941年）
- 江古田第二土地区画整理事業（旧法、組合施行、練馬中新井町第二と合同、現江原町一帯、1935年～1944年）
- 中野町第二土地区画整理事業（旧法、組合施行、旧中野町、1927年～不明）
- 上高田耕地整理事業（1932年）
- 上鷺ノ宮御嶽前共同施行耕地整理事業（大正期）

### 杉並区
- 和泉四丁目土地区画整理事業（個人施行、1976年～1979年）
- 高井戸東一丁目南土地区画整理事業（個人施行、2005年～2008年）
- 高井戸東一丁目北土地区画整理事業（個人施行、2005年～2008年）
- 阿佐ヶ谷駅北東地区土地区画整理事業（個人施行、2019年～2030年予定）
- 戦災復興地区第30（杉並区高円寺駅付近）土地区画整理事業（都知事施行）
- 和田堀町第二土地区画整理事業（旧法、組合施行、和田2丁目、方南2丁目、堀ノ内1、2丁目、中野区弥生町6丁目、1941年～1960年）
- 和田堀町第一土地区画整理事業（旧法、組合施行、和田1丁目地域、1930年～1942年）
- 井荻土地区画整理事業
  - 井荻町土地区画整理事業（旧井荻町、1925年～1935年）
  - 井荻第一耕地整理事業（旧井荻町、1923年～1924年）
- 高円寺耕地整理事業（旧杉並町、1923年～1927年）

### 豊島区
- 池袋二丁目付近土地区画整理事業（都施行）
- 戦災復興土地区画整理10-1地区（池袋駅付近東側　1948年～1960年　都知事施行）
- 戦災復興土地区画整理10-2地区（池袋駅付近西側　1948年～1968年　都知事施行）
- 戦災復興土地区画整理13区（大塚駅付近　1949年～1980年　都知事施行）
- 戦災復興地区第31（豊島区巣鴨駅付近）土地区画整理事業（都知事施行）
- 戦災復興地区第32（豊島区駒込駅付近）土地区画整理事業（都知事施行）
- 戦災復興土地区画整理42区（東京拘置所南側　1954年～1956年　都知事施行）
- 都市改造土地区画整理事業（高田馬場駅付近(高田三丁目一部)　1962年～1972年）
- 都市改造土地区画整理事業（池袋二丁目付近　1965年～1991年）
- 長崎第二耕地整理事業（旧長崎村、1927年～1931年）
- 見行島共同耕地整理事業（旧高田町、1922年～1924年）
- 長崎第一耕地整理事業（旧長崎村、1922年～1926年）
- 池袋板橋土地区画整理事業（旧板橋町/西巣鴨町、1921年～1924年）
- 池袋土地区画整理事業（旧西巣鴨町、1920年～1922年）
- 高田第二耕地整理事業（旧高田町、1919年～1922年）
- 高田耕地整理事業（旧高田町、1918年～1920年）
- 巣鴨土地区画整理事業（旧西巣鴨町、1917年～1918年）
- 雑司ケ谷耕地整理事業

### 北区
- 豊島五・六丁目土地区画整理事業（個人施行）
- 谷端土地区画整理事業（組合施行）
- 田端四丁目付近土地区画整理事業（都施行）
- 田端二丁目付近土地区画整理事業（都施行）
- 赤羽一丁目付近土地区画整理事業（都市改造事業、都施行）
- 戦災復興地区第11（北区王子駅付近）土地区画整理事業（都知事施行）
- 戦災復興地区第33（北区赤羽駅付近）土地区画整理事業（都知事施行）
- 神谷町土地区画整理事業（旧法、1934年～1940年）
- 稲付赤羽町土地区画整理事業（旧法、1934年～1940年）
- 岩淵町第四土地区画整理事業（旧法、旧岩淵町、11324～1936年）
- 岩淵町第三土地区画整理事業（旧法、旧岩淵町、1929年～1936年）
- 岩淵町第一土地区画整理事業（旧法、旧岩淵町、1929年～1932年）
- 岩淵町第二土地区画整理事業（旧法、旧岩淵町、1928年～1935年）
- 王子町第一土地区画整理事業（旧法、旧王子町、1927年～1931年）
- 滝野川第二土地区画整理事業（旧法、旧滝野川町、1926年～1930年）
- 滝野川第一土地区画整理事業（旧法、旧滝野川町、1926年～1940年）

### 荒川区
- 日暮里八丁目付近（北区を含む）土地区画整理事業（都市改造事業、都知事施行）
- 戦災復興地区第34（日暮里駅北側付近）土地区画整理事業（都知事施行）
- 熊野土地区画整理事業（旧法、1942年～1948年）
- 汐入土地区画整理事業（旧法、1940年～1942年）
- 三河島土地区画整理事業（旧法、1930年～1936年）
- 尾久町第二土地区画整理事業（旧法、旧尾久町、1929年～1942年）
- 日暮里第二土地区画整理事業（旧法、旧日暮里町、1928年～1928年）
- 尾久町土地区画整理事業（旧法、旧尾久町、1926年～1933年）
- 南千住町若宮土地区画整理事業（旧法、旧南千住町、1925年～1930年）
- 日暮里土地区画整理事業（旧法、旧日暮里町、1925年～1927年）
- 帝都復興事業六十三地区区画整理（旧東京市（市長）施行、三ノ輪村・金杉から南千住町千住南の一部、1923年～1929年）
- 帝都復興事業六十四地区区画整理（旧東京市（市長）施行、南千住町千住南の一部から下谷通まで、1923年～1929年）
- 日暮里耕地整理事業（1912年～1917年）
- 三河島共同施行耕地整理事業（耕作目的、1909年～1916年）

### 板橋区
- 三園二丁目一般土地区画整理事業（組合施行、平 10.換平12.）
- 赤塚三丁目一般土地区画整理事業（組合施行、平 18.換平20.）
- 四葉二丁目付近土地区画整理事業（昭 58.換平9.3.31　都施行）
- 三園一丁目土地区画整理事業（昭 54.換　昭63. 8.31、三園一丁目地内　区施行）
- 徳丸石川（第二工区）土地区画整理事業（板橋区、組合施行、昭 43.換昭63.）
- 板橋土地区画整理事業(高島平団地開発（公団施行、昭 41.換昭47. 3.31、高島平一～九丁目地内及び三園一丁目、新河岸三丁目一部地内）
- 大門一般土地区画整理事業（組合施行、昭 40.換平10.）
- 徳丸ケ丘一般土地区画整理事業（組合施行、昭 40.換平 2.）
- 西徳一般土地区画整理事業（組合施行、昭 38.換昭59.）
- 徳丸石川（第一工区）土地区画整理事業（組合施行、昭 38.換昭53. ）
- 上赤塚一般土地区画整理事業（組合施行、昭 33.換昭43.）
- 上板橋町七丁目耕地整理法準用土地区画整理事業 （組合施行、昭 27.～昭 35. 法定解散）
- 戦災復興事業第第37地区（大山東町付近）土地区画整理事業（都知事施行,昭 27.～昭36.11.10）
- 戦災復興事業第14地区（下板橋駅北側付近）土地区画整理事業（都知事施行,昭 24.～昭47. 9. 5）
- 志村第二耕地整理法準用土地区画整理事業 （組合施行、昭 19.～昭 22. 5.29 解散）
- 茂ケ丘耕地整理法準用土地区画整理事業 （組合施行、昭 18.～昭 29.）
- 成増耕地整理法準用土地区画整理事業 （組合施行、昭 16.～昭 35.）
- 緑ケ丘耕地整理法準用土地区画整理事業 （組合施行、昭 16.～昭 35. 法定解散）
- 赤塚耕地整理事業（昭 16. ――）
- 蓮根耕地整理法準用土地区画整理事業 （組合施行、昭 15.～昭 29.）
- 徳丸第一・徳丸第二耕地整理法準用土地区画整理事業 （組合施行、昭 15.～昭 29. 3.）
- 南常盤台耕地整理法準用土地区画整理事業 （組合施行、昭 14.～昭 35. ―― 法定解散）
- 新常盤台耕地整理法準用土地区画整理事業 （組合施行、昭 13.～昭 17. ―― 昭 20. 5.30 解散）
- 志村前野町第二耕地整理法準用土地区画整理事業 （組合施行、昭 13. ～昭 16.11.）
- 志村前野町耕地整理法準用土地区画整理事業 （組合施行、昭 12.～昭 17. 昭 19. 3.解散）
- 志村第三耕地整理法準用土地区画整理事業 （組合施行、昭 10.～昭 21. 昭 23. 1.解散）
- 志村第四耕地整理法準用土地区画整理事業 （組合施行、昭 11.～昭 22. 昭 23. 1.解散）
- 板橋六丁目耕地整理法準用土地区画整理事業 （上御代の台, 一人、共同施行、昭 11.～昭13.12、板谷商船）
- 常盤台耕地整理法準用土地区画整理事業 （一人、共同施行,昭 10. ～昭13. 5. 東武鉄道）
- 志村第一南部・志村第一北部耕地整理法準用土地区画整理事業 （組合施行、昭 8.～昭 19.12.）
- 上練馬村耕地整理法準用土地区画整理事業 （組合施行、昭 7. ～昭 18. 6.練馬区分を含、昭 20.12.解散）
- 赤塚第一耕地整理法準用土地区画整理事業 （組合施行、昭 7. ～昭 16. 6.17 昭 17. 8.解散）
- 赤塚第二耕地整理法準用土地区画整理事業 （組合施行、昭 7. ～昭 12. 2. 9 昭 15. 4.解散）
- 上板橋(1)・(2)耕地整理事業（昭 5.～昭 11）
- 池袋板橋耕地整理事業（大 10. 3.～大14. 6.　豊島区分を含む）
- 長崎第一耕地整理事業（大 11.8.～昭 7. 9. 豊島区分を含む）
- 板橋南部・板橋北部耕地整理事業（大 13.～昭 8. 9.）
- 板橋耕地整理事業、板橋中部(1)・(2)耕地整理事業（大 15.～昭 7）
- 池袋耕地整理事業（大 9.3.～大11.5.31、豊島区分を含む）
- 志村耕地整理事業（明 40.～大 2. 7.）

### 練馬区
- 東京都市計画事業中里中央土地区画整理事業（組合施行、2008年～2013年）
- 東京都市計画事業早宮四丁目土地区画整理事業（組合施行、2006年～2010年）
- 東京都市計画事業早宮四丁目南土地区画整理事業（共同施行、2006年～2010年）
- 東京都市計画事業土支田中央土地区画整理事業（区施行、2005年～事業中）
- 東京都市計画事業石神井台六丁目土地区画整理事業（共同施行、2004年～2005年）
- 東京都市計画事業大泉町一丁目土地区画整理事業（組合施行、2000年～2005年）
- 東京都市計画事業西大泉四丁目西土地区画整理事業（組合施行、1999年～2002年）
- 東京都市計画事業三原台二丁目土地区画整理事業（組合施行、1998年～2003年）
- 東京都市計画事業西大泉四丁目土地区画整理事業（組合施行、1996年～2001年）
- 東京都市計画事業西大泉一丁目土地区画整理事業（共同施行、1996年～1998年）
- 東京都市計画事業中里土地区画整理事業（組合施行、1993年～1998年）
- 東京都市計画事業三原台三丁目土地区画整理事業（共同施行、1992年～1996年）
- 東京都市計画事業西大泉六丁目土地区画整理事業（組合施行、1990年～1995年）
- 東京都市計画事業土支田三丁目土地区画整理事業（組合施行、1989年～1995年）
- 東京都市計画事業高松・谷原土地区画整理事業（組合施行、1986年～1996年）
- 東京都市計画事業大泉町二丁目土地区画整理事業（組合施行、1984年～1990年）
- 練馬第三土地区画整理事業（旧法、組合施行、1939年～1951年）
- 練馬第二土地区画整理事業（旧法、組合施行、1938年～1952年）
- 中村町中鷲第一・第二土地区画整理事業（旧法、組合施行、1937年～1960年）
- 中村町第一土地区画整理事業（旧法、組合施行、1935年～1941年）
- 中新井町第三土地区画整理事業（旧法、組合施行、1934年～1941年）
- 中新井町第二土地区画整理事業（旧法、組合施行、中野区江古田と合同、1933年～1940年）
- 中新井町第一土地区画整理事業（旧法、豊玉上、組合施行、1932年～1943年）
- 練馬第二耕地整理法準用土地区画整理事業（組合施行、1932年～1940年）
- 大泉第一耕地整理法準用土地区画整理事業（組合施行、1932年～1934年）
- 大泉第二耕地整理法準用土地区画整理事業（組合施行、1932年～1934年）
- 練馬第一耕地整理法準用土地区画整理事業（組合施行、1931年～1941年）
- 田柄耕地整理法準用土地区画整理事業）
- 石神井川耕地整理法準用土地区画整理事業）
- 石神井土地区画整理事業（旧法、組合施行、旧石神井村、1929年～1936年）
- 上練馬村土地区画整理事業（旧法、組合施行）

### 足立区
- 東京都市計画事業小台一丁目土地区画整理事業（都市再生機構施行、2002年～2008年）
- 東京都市計画事業上沼田南土地区画整理事業（区施行、1999年～1900年）
- 東京都市計画事業六町四丁目付近土地区画整理事業（都施行、1998年～1900年）
- 東京都市計画事業佐野六木土地区画整理事業（区施行、1997年～1900年）
- 東京都市計画事業高野土地区画整理事業（区施行、1992年～2001年）
- 東京都市計画事業花畑北部土地区画整理事業（都施行、1991年～1900年）
- 東京都市計画事業桑袋土地区画整理事業（組合施行、1986年～2004年）
- 東京都市計画事業六木土地区画整理事業（組合施行、1972年～1987年）
- 東京都市計画事業舎人町付近(第一工区)土地区画整理事業（都施行、1971年～1991年）
- 東京都市計画事業舎人町付近(第二工区)土地区画整理事業（都施行、1971年～1995年）
- 東京都市計画事業舎人町付近(第三工区)土地区画整理事業（都施行、1971年～1994年）
- 東京都市計画事業栗原六月（第二工区）土地区画整理事業（組合施行、1970年～1994年）
- 東京都市計画事業上沼田第一土地区画整理事業（都施行、1968年～1973年）
- 東京都市計画事業下谷中土地区画整理事業（組合施行、1968年～1976年）
- 東京都市計画事業中川土地区画整理事業（組合施行、1968年～1983年）
- 東京都市計画事業大谷田谷中土地区画整理事業（組合施行、1968年～1984年）
- 東京都市計画事業大谷田上土地区画整理事業（組合施行、1968年～1994年）
- 東京都市計画事業花畑鷺宿土地区画整理事業（組合施行、1967年～1971年）
- 東京都市計画事業淵江土地区画整理事業（組合施行、1967年～2001年）
- 東京都市計画事業江北北部土地区画整理事業（組合施行、1967年～2000年）
- 東京都市計画事業花畑東部土地区画整理事業（組合施行、1967年～2010年）
- 東京都市計画事業東栗原土地区画整理事業（組合施行、1966年～1983年）
- 東京都市計画事業東加平土地区画整理事業（組合施行、1964年～1971年）
- 東京都市計画事業谷在家町土地区画整理事業（組合施行、1964年～1985年）
- 東京都市計画事業栗原六月（第一工区）土地区画整理事業（組合施行、1964年～1981年）
- 東京都市計画事業江北椿土地区画整理事業（組合施行、1963年～1968年）
- 東京都市計画事業江北西部土地区画整理事業（組合施行、1962年～1988年）
- 東京都市計画事業竹の塚土地区画整理事業（公団施行、1961年～1967年）
- 東京都市計画事業保木間土地区画整理事業（組合施行、1961年～1970年）
- 東京都市計画事業西新井町（第二工区）土地区画整理事業（組合施行、1961年～1989年）
- 東京都市計画事業花畑町土地区画整理事業（組合施行、1961年～1998年）
- 東京都市計画事業綾瀬第二土地区画整理事業（組合施行、1960年～1969年）
- 東京都市計画事業綾瀬第一土地区画整理事業（組合施行、1959年～1968年）
- 東京都市計画事業北三谷土地区画整理事業（組合施行、1959年～1969年）
- 東京都市計画事業西新井町（第一工区）土地区画整理事業（組合施行、1945年～1970年）
- 蒲原北三谷土地区画整理事業（組合施行、1944年～1960年）
- 大谷田第二土地区画整理事業（組合施行、1944年～1960年）
- 大谷田土地区画整理事業（組合施行、1941年～1960年）
- 砂原町第一土地区画整理事業（組合施行、1940年～1960年）
- 亀有長門町土地区画整理事業（組合施行、1938年～1952年）
- 梅島土地区画整理事業（旧法、組合施行、1937年～1949年）
- 南宮城町土地区画整理事業（旧法、組合施行、1937年～1951年）
- 新田土地区画整理事業（旧法、組合施行、1937年～1960年）
- 千住関谷町土地区画整理事業（組合施行、1936年～1941年）
- 足立・舎人共同施行耕地整理事業（旧舎人村、1901年～1920年）

### 葛飾区
- 東京都市計画事業新宿六丁目土地区画整理事業（個人施行(都市再生機構)2006年～2008年）
- 東京都市計画事業南水元土地区画整理事業（区施行、2003年～）
- 東京都市計画事業上新土地区画整理事業（組合施行、1974年～）
- 東京都市計画事業水元第一土地区画整理事業（組合施行、1967年～）
- 東京都市計画事業鎌倉町土地区画整理事業（組合施行、1964年～）
- 東京都市計画事業奥戸土地区画整理事業（組合施行、1962年～）
- 東京都市計画事業上千葉砂原町土地区画整理事業（組合施行、1959年～）
- 東京都市計画事業東新小岩二丁目土地区画整理事業（個人施行）
- 東京都市計画事業奥戸四丁目土地区画整理事業（組合施行）
- 金町上記念土地区画整理事業（旧法、組合施行、1941年～1956年）
- 下千葉町第三土地区画整理事業（旧法、組合施行、1940年～1948年）
- 亀有町第二土地区画整理事業（旧法、組合施行、1940年～1960年）
- 奥戸本町土地区画整理事業（旧法、組合施行、1940年～1953年）
- 砂原町第一土地区画整理事業（旧法、組合施行、1940年～1960年）
- 柴又第二土地区画整理事業（旧法、組合施行、1940年～1953年）
- 梅田土地区画整理事業（旧法、組合施行、1939年～1953年）
- 出雲土地区画整理事業（旧法、組合施行、1938年～）
- 宝木塚町土地区画整理事業（旧法、組合施行、1938年～1947年）
- 上千葉町土地区画整理事業（旧法、組合施行、1938年～1943年）
- 亀有長門町土地区画整理事業（旧法、組合施行、1938年～1952年）
- 堀切町土地区画整理事業（旧法、組合施行、1938年～1949年）
- 奥戸村新町第一耕地整理事業（組合施行、1937年～―）
- 青戸町第三土地区画整理事業（旧法、組合施行、1937年～1960年）
- 亀有町第一土地区画整理事業（旧法、組合施行、1936年～1941年）
- 堀切本田土地区画整理事業（旧法、組合施行、1936年～1949年）
- 青戸町第二土地区画整理事業（旧法、組合施行、1935年～1948年）
- 下千葉町土地区画整理事業（旧法、組合施行、1935年～1937年）
- 新宿金町土地区画整理事業（旧法、組合施行、1934年～1939年）
- 青戸町第一土地区画整理事業（旧法、組合施行、1933年～1935年）
- 吾妻耕地整理事業（組合施行、1932年～―）
- 奥戸南部耕地整理事業（組合施行、1932年～―）
- 新小松耕地整理事業（組合施行、1931年～1941年）
- 南綾瀬耕地整理事業（組合施行、1930年～1932年）
- 上平井耕地整理事業（組合施行、1930年～1936年）
- 金町土地区画整理事業（旧法、組合施行、1930年～1934年）
- 四つ木耕地整理事業（組合施行、1929年～1937年）
- 中川耕地整理事業（組合施行、1929年～1935年）
- 上小松耕地整理事業（組合施行、1929年～1934年）
- 金町柴又第一耕地整理事業（組合施行、旧金町/奥戸村1928年～1930年
- 本田中央耕地整理事業（組合施行、旧本田町1928年～1936年）
- 下小松耕地整理事業（組合施行、1928年～1934年）
- 奥戸村川崎土地区画整理事業（旧法、組合施行、旧奥戸村1925年～1929年）
- 金町耕地整理事業（組合施行、旧金町1925年～1927年）
- 水元第一耕地整理事業（組合施行、旧水元村1925年～1926年）
- 川端耕地整理事業（旧本田町1925年～1929年）
- 川端中央耕地整理事業（組合施行、1925年～1931年）
- 本町柴又耕地整理事業（旧金町1925年～1927年）
- 本田柴又耕地整理事業（組合施行、旧本田町1925年～1928年）
- 新宿 (葛飾区)第に土地区画整理事業（旧新宿町1924年～1928年）
- 立石 (葛飾区)土地区画整理事業（組合施行、旧本田町1923年～1931年）
- 葛飾・新宿町（新宿第一）耕地整理事業（組合施行、旧新宿町1921年～1925年）
- 南部耕地整理事業（組合施行、不明）旧奥戸村）
- 葛飾・曲金共同施行耕地整理事業（高砂 (葛飾区)、組合施行、旧奥戸村1902年～1908年）

### 江戸川区
- 北小岩一丁目東部土地区画整理事業（区施行、2009年～）
- 篠崎駅東部土地区画整理事業（東京都施行、1969年～）
  - 篠崎町七丁目2・3・10・11番、八丁目12番、2011年～）
  - 上篠崎四丁目22番（上四）2006年～2009年）
  - 篠崎町七丁目20・21番（駅前街区、2005年～2010年）
  - 篠崎町七丁目4・5・8・9番（二班）2005年～2009年）
- 平井七丁目北部土地区画整理事業（区施行、1998年～2004年）
- 小岩陣地土地区画整理事業（組合施行、1973年～1980年）
- 葛西沖開発事業(土地区画整理事業と都市施設整備（関連事業）を一体で、都施行）1972年～1988年）
- 瑞江駅北部土地区画整理事業（区施行、1969年～2013年）
- 瑞江駅西部土地区画整理事業（東京都施行、連鎖型土地区画整理事業、1969年～　）
- 瑞江駅南部土地区画整理事業（東京都施行、1969年～2005年）
- 一之江駅西部土地区画整理事業（区施行、1969年～2012年）
- 西篠崎地籍整備型土地区画整理事業（組合施行、1969年～2006年）
- 篠崎駅付近土地区画整理事業（東京都施行、1969年～1998年）
- 西瑞江 駅付近土地区画整理事業（東京都施行、1969年～1996年）
- 鹿骨土地区画整理事業（区施行、1969年～1995年）
- 春江土地区画整理事業（都施行、1969年～1994年）
- 東小松川南土地区画整理事業（組合施行、1967年～1972年）
- 東小松川北土地区画整理事業（組合施行、1967年～1974年）
- 新堀土地区画整理事業（組合施行、1966年～1980年）
- 葛西土地区画整理事業（組合施行、1965年～2010年）
- 東葛西土地区画整理事業（組合施行、1965年～2009年）
- 宇喜田土地区画整理事業（組合施行、1965年～1987年）
- 新田土地区画整理事業（組合施行、1965年～1986年）
- 堀江土地区画整理事業（組合施行、1965年～1983年）
- 小島土地区画整理事業（組合施行、1965年～1982年）
- 長島土地区画整理事業（組合施行、1965年～1981年）
- 平井駅北側付近都市改造事業（東京都施行、1963年～1973年）
- 本一色耕地整理事業（組合施行、1947年～　）
- 小岩第三耕地整理事業（組合施行、1932年～1950年）
- 小岩第四耕地整理事業（組合施行、1932年～1948年）
- 西小松川耕地整理事業（組合施行、1932年～1952年）
- 上小岩耕地整理事業（組合施行、1931年～1938年）
- 小岩田耕地整理事業（組合施行、1931年～1939年）
- 鴻ノ下耕地整理事業（組合施行、1931年～1936年）
- 中小岩第二耕地整理事業（組合施行、1931年～1937年）
- 中小岩耕地整理事業（組合施行、1930年～1934年）
- 西船堀（松江町）共同耕地整理事業（組合施行、旧槍江村、1929年～1934年）
- 松島 (江戸川区)耕地整理事業（組合施行、1929年～1937年）
- 小岩第二耕地整理事業（組合施行、1929年～1939年）
- 江戸川 (江戸川区)耕地整理事業（組合施行、1929年～1939年）
- 下小岩耕地整理事業（組合施行、旧小岩村、1928年～1935年）
- 下小松耕地整理事業（旧松江村、1928年～1934年）
- 香取耕地整理事業（組合施行、旧松江村、1928年～1937年）
- 平井第二耕地整理事業（組合施行、1928年～1934年）
- 砂町土地区画整理事業（旧法、旧砂町、1928年～1934年）
- 上一色耕地整理事業（組合施行、旧小岩村、1928年～1938年）
- 小岩第一耕地整理事業（組合施行、旧小岩村、1927年～1931年）
- 下ノ割耕地整理事業（組合施行、旧松江村、1927年～1938年）
- 花畑耕地整理事業（旧花畑村、1927年～1932年）
- 松江第一耕地整理事業（旧松江村、1927年～1930年）
- 西小松川土地区画整理事業（旧法、旧松江村、1927年～1937年）
- 船堀耕地整理事業（組合施行、旧松江村、1927年～1943年）
- 松江 (江戸川区)第一耕地整理事業（組合施行、1927年～1938年）
- 中平井耕地整理事業（組合施行、旧小松川町、1925年～1928年）
- 小岩耕地整理事業（旧小岩村、1924年～1936年）
- 神明耕地整理事業（旧松江村、1924年～1929年）
- 平井第二耕地整理事業（旧小松川町、1923年～1932年）
- 平井 (江戸川区)耕地整理事業（組合施行、旧小松川町1922年～1935年）
- 平井逆井耕地整理事業（組合施行、旧小松川町、1920年～1936年）
- 砂町共同施行耕地整理事業（旧砂町、1917年～1934年）
- 江戸川耕地整理事業（大正期）
- 上小松耕地整理事業（大正期）
- 上平井耕地整理事業（大正期）
- 小松川耕地整理事業（組合施行、旧小松川町、1916年～1929年）
- 瑞江一之江耕地整理事業（旧瑞江村、1911年～1933年）
- 瑞江耕地整理事業（組合施行、1911年～1940年）

## 多摩
- 東京都市計画事業上之根大通り・貝取大通り周辺土地区画整理事業(東京都多摩市)
- 多摩センター駅多摩ニュータウン通りと乞田川に沿った一帯が土地区画整理事業区域
- 多摩都市計画事業永山 (多摩市)土地区画整理
- 多摩都市計画事業桜ヶ丘駅南第一土地区画整理事業：'84～'86完成組合施行、多摩市
- 多摩都市計画事業小野路第一土地区画整理事業（多摩市、都施行）
- 多摩都市計画事業小野路第二土地区画整理事業（多摩市、都施行）
- 多摩都市計画事業小野路第三土地区画整理事業（多摩市、都施行）
- 多摩都市計画事業聖ヶ丘土地区画整理事業
- 多摩都市計画事業多摩（第一工区）土地区画整理事業（多摩市、都施行）
- 多摩都市計画事業多摩（第二工区）土地区画整理事業（多摩市、都施行）
- 多摩都市計画事業多摩境駅周辺土地区画整理事業
- 多摩都市計画事業関戸古茂川土地区画整理事業（多摩市、組合施行）
- 多摩都市計画事業上和田土地区画整理事業（多摩市、組合施行）
- 多摩都市計画事業大丸北土地区画整理（稲城市施行）
- 多摩都市計画事業大丸南土地区画整理事業（稲城市、組合施行）
- 多摩都市計画事業稲城竪台土地区画整理事業
- 多摩都市計画事業鶴牧土地区画整理事業
- 多摩都市計画事業東寺方坂下耕地土地区画整理事業：'93～'00完成組合施行、多摩市
- 多摩都市計画事業南山東部土地区画整理事業（稲城市、組合施行）
- 多摩都市計画事業平尾土地区画整理事業：'75～'82完成組合施行、稲城市
- 多摩都市計画事業平尾南土地区画整理事業：'97～'03完成組合施行、稲城市
- 多摩都市計画事業北野町 (八王子市)土地区画整理事業 1981年完成
- 多摩都市計画事業明神町 (八王子市)土地区画整理事業
- 多摩都市計画事業落合 (多摩市)多摩ニュータウン通り沿道周辺土地区画整理事業
- 多摩都市計画事業和田土地区画整理事業：'77～'91完成市施行、多摩市
- 多摩都市計画事業連光寺本村土地区画整理事業（多摩市、組合施行）
- 多摩都市計画事業和田久保下土地区画整理事業（多摩市、組合施行）
- 多摩都市計画事業みなみ野シティ 南八王子土地区画整理事業
- 多摩都市計画事業よみうりランド駅前土地区画整理事業：'75～'81完成組合施行、稲城市
- 多摩都市計画事業旭町土地区画整理事業
- 多摩都市計画事業稲城南多摩駅周辺土地区画整理事業（稲城市、市施行）
- 多摩都市計画事業稲城駅土地区画整理事業（稲城砂）
- 多摩都市計画事業稲城榎戸土地区画整理事業（稲城市、市施行）
- 多摩都市計画事業稲城市稲城第一土地区画整理事業（稲城市　'75～'90完成組合施行）
- 多摩都市計画事業稲城上平尾土地区画整理事業（稲城市、組合施行）
- 多摩都市計画事業稲城竪台土地区画整理事業（稲城市、組合施行）
- 多摩都市計画事業稲城中央土地区画整理事業（稲城市、市施行）
- 多摩都市計画事業稲城長沼駅周辺土地区画整理事業（稲城市施行）
- 多摩都市計画事業稲城長沼土地区画整理事業
- 多摩都市計画事業稲城堂ヶ谷戸土地区画整理事業（稲城市、公団施行）
- 多摩都市計画事業矢野口駅周辺土地区画整理事業（稲城市、市施行）

## 八王子
- 京王堀之内駅周辺土地区画整理事業
- 八王子都市計画事業 宇津木台(新市街地整備)土地区画整理事業 - 旧住宅・都市整備公団施行、昭和56年-昭和63年
- 八王子都市計画事業 宇津木土地区画整理事業（市施行）
- 八王子都市計画事業 叶谷東部土地区画整理事業（個人施行）
- 八王子都市計画事業 釜貫(新市街地整備)土地区画整理事業 - 組合施行、昭和63年-平成7年
- 八王子都市計画事業 狭間(新市街地整備)土地区画整理事業 - 八王子市施行、昭和39年-昭和43年
- 八王子都市計画事業 駒木野(新市街地整備)土地区画整理事業 - 組合施行、昭和56年-昭和59年
- 八王子都市計画事業 元横山町(新市街地整備)土地区画整理事業 - 組合施行、昭和8年-昭和17年
- 八王子都市計画事業 元本郷町(新市街地整備)土地区画整理事業 - 組合施行、昭和8年-昭和15年
- 八王子都市計画事業 戸吹北(新市街地整備)土地区画整理事業 - 個人施行、平成20年-平成22年
- 八王子都市計画事業 高倉(新市街地整備)土地区画整理事業 - 八王子市施行、昭和42年-昭和51年
- 八王子都市計画事業 散田町(新市街地整備)土地区画整理事業 - 組合施行、昭和16年処分終了
- 八王子都市計画事業 子安町(新市街地整備)土地区画整理事業 - 組合施行、昭和7年-昭和12年
- 八王子都市計画事業 寺田中央(新市街地整備)土地区画整理事業 - 組合施行、昭和59年-昭和62年
- 八王子都市計画事業 小比企時田(新市街地整備)土地区画整理事業 - 組合施行、平成2年-平成11年
- 八王子都市計画事業 上野第一市街地整備土地区画整理事業 - 八王子市長施行、昭和41年-平成3年
- 八王子都市計画事業 上野第二土地区画整理事業（市施行）
- 八王子都市計画事業 千人町(新市街地整備)土地区画整理事業 - 組合施行、昭和7年-昭和14年
- 八王子都市計画事業 戦災復興地区第1（八王子市八王子駅北口付近）土地区画整理事業（市長施行）
- 八王子都市計画事業 戦災復興地区第2（八王子市平岡町付近）土地区画整理事業（市長施行）
- 八王子都市計画事業 戦災復興地区第5（八王子市八王子駅南口付近）土地区画整理事業（市長施行）
- 八王子都市計画事業 打越土地区画整理事業（市施行）
- 八王子都市計画事業 打越南部(新市街地整備)土地区画整理事業 - 東京都住宅供給公社施行、平成元年-平成9年
- 八王子都市計画事業 台町(新市街地整備)土地区画整理事業 - 組合施行、昭和7年-昭和17年
- 八王子都市計画事業 大塚(新市街地整備)土地区画整理事業 - 組合施行、昭和48年-昭和55年
- 八王子都市計画事業 大和田台(宅地造成)土地区画整理事業 - 八王子市住宅協会（現八王子市住宅・都市整備公社）施行、昭和35年-昭和35年
- 八王子都市計画事業 第一地区戦災復興土地区画整理事業 - 八王子市長施行、昭和23年-昭和34年
- 八王子都市計画事業 第五地区戦災復興土地区画整理事業 - 八王子市長施行、昭和23年-昭和32年
- 八王子都市計画事業 第二地区戦災復興土地区画整理事業 - 八王子市長施行、昭和23年-昭和42年
- 八王子都市計画事業 中野西土地区画整理事業（市施行）
- 八王子都市計画事業 中野中央土地区画整理事業（市施行）
- 八王子都市計画事業 長沼(新市街地整備)土地区画整理事業 - 組合施行、昭和54年-昭和57年
- 八王子都市計画事業 長房(新市街地整備)土地区画整理事業 - 組合施行、昭和56年-昭和58年
- 八王子都市計画事業 天野(新市街地整備)土地区画整理事業 - 組合施行、平成元年-平成9年
- 八王子都市計画事業 天野谷戸(新市街地整備)土地区画整理事業 - 組合施行、平成元年-平成9年
- 八王子都市計画事業 天野土地区画整理事業（組合施行）
- 八王子都市計画事業 東浅川(新市街地整備)土地区画整理事業 - 八王子市施行、昭和37年-昭和43年
- 八王子都市計画事業 楢原西部(新市街地整備)土地区画整理事業 - 組合施行、平成14年-平成21年
- 八王子都市計画事業 楢原東部(新市街地整備)土地区画整理事業 - 組合施行、平成4年-平成8年
- 八王子都市計画事業 南楢原(宅地造成)土地区画整理事業 - 八王子市住宅協会（現八王子市住宅・都市整備公社）施行、昭和39年-昭和40年
- 八王子都市計画事業 南八王子(新市街地整備)土地区画整理事業 - 都市再生機構施行、昭和63年-平成20年
- 八王子都市計画事業 八王子土地区画整理事業（みなみ野京王不動産,「エコライフタウンみなみ野フレストピアパナホーム）
- 八王子都市計画事業 片倉(新市街地整備)土地区画整理事業 - 組合施行、昭和57年-平成6年
- 八王子都市計画事業 片倉特定土地区画整理事業：東京都八王子市
- 八王子都市計画事業 北大和田(新市街地整備)土地区画整理事業 - 八王子市施行、昭和39年-昭和45年
- 八王子都市計画事業 北八王子工業団地土地区画整理事業 - 旧日本住宅公団施行、昭和36年-昭和41年
- 八王子都市計画事業 北野(新市街地整備)土地区画整理事業 - 八王子市施行、昭和41年-昭和56年
- 八王子都市計画事業 北野駅南口(新市街地整備)土地区画整理事業 - 八王子市施行、昭和61年-平成17年
- 八王子都市計画事業 明神町(新市街地整備)土地区画整理事業 - 組合施行、昭和7年-昭和17年
- 八王子都市計画事業 由木(新市街地整備)土地区画整理事業 - 東京都施行、昭和48年-平成8年
- 八王子都市計画事業 椚田(新市街地整備)土地区画整理事業 - 八王子市施行、昭和48年-昭和63年
- 八王子インター北土地区画整理事業

## 町田
- 町田都市計画事業 高ヶ坂土地区画整理事業（組合施行）
- 町田都市計画事業 下小山田土地区画整理事業（組合施行）
- 町田都市計画事業 京浜団地土地区画整理事業（組合施行）
- 町田都市計画事業 金井関山土地区画整理事業（組合施行）
- 町田都市計画事業 金井中央土地区画整理事業（組合施行）
- 町田都市計画事業 金井土地区画整理事業（組合施行）
- 町田都市計画事業 三蔵寺橋土地区画整理事業（個人施行）
- 町田都市計画事業 三輪沢谷戸土地区画整理事業（組合施行）
- 町田都市計画事業 三輪土地区画整理事業（組合施行）
- 町田都市計画事業 山崎町横峰土地区画整理事業（組合施行）
- 町田都市計画事業 小山御嶽堂沼土地区画整理事業（組合施行）
- 町田都市計画事業 小山町田端土地区画整理事業（組合施行）
- 町田都市計画事業 小山町馬場土地区画整理事業（組合施行）
- 町田都市計画事業 小川第一土地区画整理事業（組合施行）
- 町田都市計画事業 小川第二土地区画整理事業（組合施行）
- 町田都市計画事業 小川蜂谷戸土地区画整理事業（組合施行）
- 町田都市計画事業 小川蜂谷戸第二土地区画整理事業（組合施行）
- 町田都市計画事業 上小山田杉谷戸土地区画整理事業（組合施行）
- 町田都市計画事業 上谷戸土地区画整理事業（組合施行）
- 町田都市計画事業 真光寺広袴土地区画整理事業（組合施行）
- 町田都市計画事業 成瀬東土地区画整理事業（組合施行）
- 町田都市計画事業 成瀬西土地区画整理事業（組合施行）
- 町田都市計画事業 成瀬中央土地区画整理事業（組合施行）
- 町田都市計画事業 成瀬土地区画整理事業（組合施行）
- 町田都市計画事業 成瀬南土地区画整理事業（組合施行）
- 町田都市計画事業 相原・小山土地区画整理事業（都施行）
- 町田都市計画事業 相原町根岸土地区画整理事業（組合施行）
- 町田都市計画事業 大蔵土地区画整理事業（組合施行）
- 町田都市計画事業 竹桜土地区画整理事業（組合施行）
- 町田都市計画事業 忠生（第一工区）土地区画整理事業（市施行）
- 町田都市計画事業 忠生（第二工区）土地区画整理事業（市施行）
- 町田都市計画事業 鶴川駅北土地区画整理事業（市施行）
- 町田都市計画事業 鶴川土地区画整理事業（公団施行）
- 町田都市計画事業 鶴川第二土地区画整理事業（公団施行）
- 町田都市計画事業 南町田第一土地区画整理事業（組合施行）
- 町田都市計画事業 南町田第二土地区画整理事業（組合施行）
- 町田都市計画事業 能ヶ谷藤の木土地区画整理事業（個人施行）
- 町田都市計画事業 能ヶ谷土地区画整理事業（組合施行）
- 町田都市計画事業 能ヶ谷東部土地区画整理事業（組合施行）
- 町田都市計画事業 馬駈土地区画整理事業（組合施行）
- 町田都市計画事業 木曽境川土地区画整理事業（組合施行）
- 町田都市計画事業 木曽横町土地区画整理事業（組合施行）
- 町田都市計画事業 野津田薬師池下土地区画整理事業（組合施行）
- 町田都市計画事業 野津田丸山土地区画整理事業（組合施行）
- 町田都市計画事業 野津田中央土地区画整理事業（組合施行）
- 町田都市計画事業 野津田東土地区画整理事業（組合施行）
- 町田都市計画事業 南町田駅周辺土地区画整理事業

## 立川
- 立川都市計画事業立川駅北口駅前土地区画整理事業（市施行）
- 立川都市計画事業立川駅南口土地区画整理事業（市施行）
- 立川都市計画事業立川基地跡地関連土地区画整理事業（公団施行）
- 立川都市計画事業武蔵村山都市核土地区画整理事業（武蔵村山市）
- 立川都市計画事業立川基地跡地昭島地区土地区画整理事業（国際法務総合センターなど、昭島市）
- 立川都市計画事業東大和東部土地区画整理事業：'73～'81完成 市施行、東大和市
- 立川都市計画事業上北台駅周辺土地区画整理事業：'93～'02完成 市施行、東大和市
- 立川都市計画事業立野一丁目土地区画整理事業：'95 ～完成 市施行、東大和市

## 青梅
- 青梅都市計画事業青梅土地区画整理事業（青梅市、組合施行）
- 青梅都市計画事業城前土地区画整理事業（青梅市、組合施行）
- 青梅都市計画事業師岡土地区画整理事業（青梅市、市施行）
- 青梅都市計画事業青梅東部霞台土地区画整理事業（青梅市、市施行）
- 青梅都市計画事業青梅東部河辺土地区画整理事業（青梅市、市施行）
- 青梅都市計画事業青梅駅前土地区画整理事業（青梅市、市施行）
- 青梅都市計画事業青梅東部三ツ原土地区画整理事業（青梅市、市施行）
- 青梅都市計画事業青梅東部新町土地区画整理事業（青梅市、市施行）
- 青梅都市計画事業青梅・羽村土地区画整理事業（青梅市・羽村市、公団施行）

## 府中
- 府中都市計画事業小野宮農住土地区画整理事業（府中市、個人施行）
- 府中都市計画事業四ッ谷三丁目土地区画整理事業（府中市、組合施行）
- 府中都市計画事業日新町四丁目土地区画整理事業（府中市、組合施行）
- 府中都市計画事業三本木土地区画整理事業（府中市、市施行）
- 府中都市計画事業西府土地区画整理事業（府中市、組合施行）

## 昭島
- 昭島都市計画中神（第一工区）土地区画整理事業（昭島市、市施行）
- 昭島都市計画中神（第二・三工区）土地区画整理事業（昭島市、市施行）

## 調布
- 調布都市計画事業布田駅南土地区画整理事業（調布市、市施行）
- 調布都市計画事業布田六丁目土地区画整理事業（調布市、組合施行）
- 調布都市計画事業仙川駅南土地区画整理事業（調布市、組合施行）
- 調布都市計画事業東野川四丁目土地区画整理事業（狛江市、個人施行）
- 調布都市計画事業猪方土地区画整理事業（狛江市、組合施行）
- 調布都市計画事業供養塚土地区画整理事業（狛江市、組合施行）
- 調布都市計画事業駒井町上村中土地区画整理事業（狛江市、組合施行）

## 小金井
- 小金井都市計画事業東小金井駅北口土地区画整理事業および駅前整備事業（小金井市、市施行）

## 小平
- 栄町土地区画整理事業：'84～'91完成組合施行、小平市
- 小川西町土地区画整理事業：'94～'00完成 組合施行、小平市
- 小川町一丁目土地区画整理事業：'05～14年 組合施行、小平市

## 日野
- 日野都市計画事業下河内農住土地区画整理事業（日野市、個人施行）
- 日野都市計画事業金田土地区画整理事業：'80～'83完成 組合施行、日野市
- 日野都市計画事業高幡土地区画整理事業（日野市、市施行）
- 日野都市計画事業四ツ谷下土地区画整理事業（日野市、市施行）
- 日野都市計画事業四ツ谷前土地区画整理事業（日野市、組合施行）
- 日野都市計画事業神明上土地区画整理事業（日野市、市施行）
- 日野都市計画事業吹上団地土地区画整理事業（日野市、組合施行）
- 日野都市計画事業西平山土地区画整理事業（日野市、市施行）
- 日野都市計画事業川辺堀之内土地区画整理事業（日野市、組合施行）
- 日野都市計画事業東光寺上第一土地区画整理事業（日野市、組合施行）
- 日野都市計画事業東光寺上第二土地区画整理事業（日野市、組合施行）
- 日野都市計画事業東町土地区画整理事業（日野市、市施行）
- 日野都市計画事業東豊田土地区画整理事業（日野市、組合施行）
- 日野都市計画事業南平土地区画整理事業（日野市、組合施行）
- 日野都市計画事業日野駅北土地区画整理事業（日野市、組合施行）
- 日野都市計画事業日野新町土地区画整理事業（日野市、組合施行）
- 日野都市計画事業日野台二丁目土地区画整理事業（日野市、組合施行）
- 日野都市計画事業百草園駅北土地区画整理事業（日野市、組合施行）
- 日野都市計画事業平山下耕地土地区画整理事業：'80～'85完成 組合施行、日野市
- 日野都市計画事業平山七生台（第一・二工区）土地区画整理事業（日野市、個人施行）
- 日野都市計画事業平山台土地区画整理事業（日野市、市施行）
- 日野都市計画事業平山土地区画整理事業（日野市、組合施行）
- 日野都市計画事業豊田土地区画整理事業（日野市、公団施行）
- 日野都市計画事業豊田南土地区画整理事業（日野市、市施行）
- 日野都市計画事業万願寺土地区画整理事業（東京都施行） - 万願寺駅の名はこの土地区画整理事業の名に由来する。
- 日野都市計画事業万願寺第二土地区画整理事業（日野市、市施行）
- 日野都市計画事業落川河原土地区画整理事業（日野市、組合施行）
- 日野都市計画事業落川土地区画整理事業（日野市、組合施行）

## 東村山
- 東村山都市計画事業久米川駅北口地区土地区画整理事業（東村山市、個人施行）
- 東村山都市計画事業恩多柳窪土地区画整理事業（東村山市、組合施行）
- 東村山都市計画事業諏訪土地区画整理事業（東村山市、組合施行）
- 東村山都市計画事業東村山駅東口土地区画整理事業（東村山市、組合施行）
- 東村山都市計画事業久米川南土地区画整理事業（東村山市、組合施行）
- 東村山都市計画事業東久留米駅東口土地区画整理事業（東久留米市、個人施行）
- 東村山都市計画事業東久留米駅東口第二土地区画整理（東久留米市、市施行）
- 東村山都市計画事業東久留米駅西口土地区画整理事業（東久留米市、市施行）
- 東村山都市計画事業久留米土地区画整理事業（東久留米市、公団施行 → 参照：滝山団地）
- 東村山都市計画事業清瀬駅土地区画整理事業
- 上の原土地区画整理事業（東久留米市）

## 国分寺
- 国分寺都市計画事業西国分寺土地区画整理事業（国分寺市、都施行）

## 国立
- 国立市谷保第一土地区画整理事業（国立市、組合施行）
- 国立市谷保第二土地区画整理事業（国立市、組合施行）
- 青柳石田土地区画整理事業（国立市、組合施行）
- 国立市寺之下土地区画整理事業（国立市、組合施行）
- 国立市四軒在家土地区画整理事業（国立市、組合施行）
- 国立市城山南土地区画整理事業（国立市、組合施行）
- 国立市下新田土地区画整理事業（国立市、組合施行）
- 国立土地区画整理事業（国立市、公団施行）

## 西東京
- 西東京市新町六丁目土地区画整理事業（西東京市、個人施行）
- 西東京市向台町二丁目土地区画整理事業（西東京市、個人施行）

## 福生
- 福生都市計画事業福生田園西土地区画整理事業（福生市、市施行）
- 福生都市計画事業羽村駅西口土地区画整理
- 福生市牛浜、志茂、本町 （組合施行、昭和16年-昭和24年）
- 福生都市計画事業加美平土地区画整理事業（福生市、市施行）
- 福生都市計画事業武蔵野台土地区画整理事業（福生市、市施行）
- 福生都市計画事業多摩河原土地区画整理事業（福生市、市施行）
- 福生都市計画事業福生駅東口土地区画整理事業（福生市、市施行）
- 福生都市計画事業羽村福生地区土地区画整理事業
- 福生都市計画事業羽村神明台土地区画整理事業（羽村市、市施行）
- 福生都市計画事業羽村富士見平土地区画整理事業（羽村市、市施行）
- 福生都市計画事業羽村小作台土地区画整理事業（羽村市、市施行）
- 福生都市計画事業羽村羽ヶ上土地区画整理事業（羽村市、市施行）
- 福生都市計画事業羽村駅西口土地区画整理事業（羽村市、市施行）
- 福生都市計画事業瑞穂町箱根ケ崎駅西土地区画整理事業（瑞穂町、町施行）
- 福生都市計画瑞穂町西部土地区画整理事業 瑞穂町施行 昭和49年～平成4年
- 福生都市計画瑞穂町殿ヶ谷土地区画整理事業（瑞穂町、組合施行）

## 秋多
- 秋多都市計画事業あきる野市森山下土地区画整理事業（あきる野市、組合施行）
- 秋多都市計画事業あきる野市雨間土地区画整理事業（あきる野市、組合施行）
- 秋多都市計画事業あきる野市原小宮土地区画整理事業（あきる野市、組合施行）
- 秋多都市計画事業玉見ヶ崎土地区画整理事業（あきる野市、市施行）
- 秋多都市計画事業小峰土地区画整理事業（あきる野市、市施行）
- 秋多都市計画事業西秋留駅北口土地区画整理事業（あきる野市、市施行）
- 秋多都市計画事業武蔵五日市駅土地区画整理事業（あきる野市、市施行）
- 秋多都市計画事業三吉野土地区画整理事業（日の出町、町施行）
- 秋多都市計画事業三吉野桜木土地区画整理事業（日の出町、組合施行）

## 大島
- 大島都市計画事業大島元町付近土地区画整理事業（大島町、都市改造事業、都知事施行）